# Poseidon (Schiff, 1964)
Die Poseidon war ein deutsches Seebäderschiff. Bis zum endgültigen Ende der Butterfahrten fuhr das Schiff auf verschiedenen Routen auf der Ostsee die damals sehr beliebten Butterfahrten. Reeder des Schiffes waren damals unter anderem die KG Seetouristik und die Förde Reederei Seetouristik (FRS). 2006 wurde das Schiff in Indien zur Verschrottung auf den Strand gesetzt.

## Geschichte
Die Poseidon wurde 1964 unter der Baunummer 26 auf der norwegischen Werft Ulstein mek. Verksted für die schwedische Stena Line gebaut. Der Stapellauf des Schiffes fand am 28. April 1964 statt, die Ablieferung erfolgte am 21. Juni 1964. Stena Line setzte das Schiff zunächst zwischen Göteborg und Frederikshavn ein. Da auf dieser Strecke 1965 eine Autofähre in Dienst gestellt wurde, wurde die Poseidon 1965 zwischen Trelleborg und Kopenhagen eingesetzt. 1966 wechselte sie auf die Strecke zwischen Stockholm und Mariehamn.
Anfang der 1970er Jahre wurde das Schiff nach Frankreich verkauft. Es verkehrte 1973 für einige Monate in Charter von Brittany Ferries zwischen Roscoff und Plymouth. Im September 1973 wurde das Schiff an eine niederländische Reederei verkauft, die es 1974 zunächst zwischen Vlissingen und London bzw. zwischen Vlissingen und Great Yarmouth einsetzte. Beide Strecken waren wirtschaftlich nicht erfolgreich, so dass das Schiff noch im selben Jahr auf die Strecke zwischen Vlissingen und Zeebrugge verlegt wurde. Schon im Juli des Jahres wurde das Schiff aus der Fahrt genommen und in Middleburg aufgelegt.
1975 wurde das Schiff an die in Emden ansässige AG Ems verkauft und von Emden aus im Borkum-Verkehr eingesetzt. Die AG Ems trennte sich jedoch bereits 1977 wieder von dem Schiff und verkaufte es an die Reederei Seetouristik. Nach Inbetriebnahme durch diese Reederei wurde die Poseidon auf Fehmarn stationiert und von Burgstaaken aus in erster Linie für Butterfahrten auf der Ostsee nach Rødbyhavn eingesetzt. Durch die Fusion der Förde Reederei mit der KG Seetouristik Anfang der 1990er Jahre kam das Schiff zur Förde Reederei Seetouristik, die es weiter für Butterfahrten nutzte.
Nach Ende der zollfreien Einkaufsfahrten im Jahre 1999 wurde das Schiff zunächst in Heiligenhafen aufgelegt. Kurze Zeit konnte es noch als Vertretung für ein anderes Schiff in Flensburg eingesetzt werden. Als auch dieser Einsatz endete, wechselte das Schiff nach Danzig, Polen. Es fuhr kurzzeitig unter dem neuen Namen Poseidon IV im Liniendienst nach Kaliningrad, Russland, wurde aber schon wenig später wieder aus der Fahrt genommen und in Burgstaaken aufgelegt.
Anfang des 21. Jahrhunderts kaufte eine indische Reederei das Schiff. Anfang 2002 ging es in den Besitz der in Colombo in Sri Lanka ansässigen Reederei Pearl Cruise Line über, die als Pearl Cruise II zwischen Colombo und Tuticorin einsetzte. Diese Route führte das Schiff durch Bürgerkriegsgebiet. Im Jahre 2006 wurde das Schiff von tamilischen Rebellen angegriffen. Soldaten, die sich an Bord befanden, konnten die Fahrgäste zwar schützen, das Schiff wurde jedoch so stark beschädigt, dass sich eine Reparatur nicht mehr lohnte. Es wurde daraufhin zur Verschrottung in Alang verkauft und 2006 gestrandet.

## Technische Daten
Das Schiff wurde von zwei Viertakt-Achtzylinder-Dieselmotoren von Klöckner-Humboldt-Deutz angetrieben. Die Motoren wirkten auf zwei Propeller.